# Lobet und preiset, ihr Völker, den Herrn
Lobet und preiset, ihr Völker, den Herrn ist ein geistlicher Kanon für drei Stimmen. Er erlangte große Verbreitung und wurde in mehrere Sprachen übersetzt.
Der Kanon erschien zuerst 1913 ohne Verfasserangabe in dem von Paul Sturm (1890–1946) herausgegebenen B.K.-Liederbuch Nun singet und seid froh! In der revidierten Ausgabe von 1926 ist dann Paul Sturm selbst als Verfasser des Textes genannt; die Melodie trägt lediglich den Vermerk „vor 1913“.
Der gereimte Text lehnt sich an Psalm 117,1  und Psalm 100,2  an. Die Melodie folgt einem verbreiteten Kanonschema. Sie umfasst 12 Takte in drei dreistimmigen Abläufen zu je vier Takten. Der erste und zweite Melodieabschnitt verlaufen in Terzparallele, der dritte Abschnitt besteht aus den harmonischen Grundtönen Tonika–Tonika–Dominante–Tonika.
Der Kanon steht im Evangelischen Gesangbuch unter Nr. 337, im römisch-katholischen Gotteslob in der Rubrik Lob, Dank und Anbetung unter Nr. 408. Auch das Fahrten-Liederbuch Mundorgel enthält ihn.